# Toru Ojima
Toru Ojima (小島 徹 Ojima Toru?), född 22 februari 1976 i Ibaraki prefektur, är en japansk före detta fotbollsspelare.
Ojima började sin karriär 1998 i Urawa Reds. 2001 flyttade han till Kawasaki Frontale. Efter Kawasaki Frontale spelade han för Montedio Yamagata. Han avslutade karriären 2002.